# Géométrie naïve
La géométrie naïve, ou géométrie naturelle, est la géométrie qui correspond à la perception qu'on a de l'espace, au « bon sens ». Elle se base sur les axiomes de la géométrie euclidienne et sur des raisonnements dont l'acceptation semble évidente, à base de découpage et de recollement de figures. Cette géométrie est celle qui est généralement enseignée dans les écoles, en vue de donner aux élèves un « sens géométrique » et utilisée dans des domaines variés comme le jardinage ou le bricolage.
Cependant, cette géométrie peut être mise en défaut pour certains problèmes plus complexes et les « évidences » sur lesquelles elle se base ont été remis en cause, notamment avec l'étude des géométries non euclidiennes (qui peuvent ne pas sembler « naturelles »), puis la découverte de courbes sans tangentes, les problèmes de mesure du plan et de l'espace et, en physique, la théorie de la relativité qui suggère que la géométrie « naturelle » n'est pas toujours celle qui correspond aux lois de la « nature ».